# Pleiarthrocerus opacus
Pleiarthrocerus opacus är en skalbaggsart som beskrevs av Bruch 1914. Pleiarthrocerus opacus ingår i släktet Pleiarthrocerus och familjen långhorningar. Inga underarter finns listade i Catalogue of Life.